# Rikard Kubin
Rikard Kubin (? - Zagreb, 1944.), pomorski časnik u Kraljevini Jugoslaviji i NDH.

## Životopis
U Kraljevini Jugoslaviji služio je kao zapovjednik eskadre i zapovjednik krstarice "Dalmacija". Nosio je čin kapetana bojnog broda. U travnju 1941. pristupa Hrvatskom domobranstvu te tijekom 1942. služi kao pročelnik očevidnog odjela glavnog stožera Domobranstva, zadržavši prijašnji čin. Po nekim neprovjerenim podatcima, 29. veljače 1944. promaknut je u čin kontraadmirala. Umirovljen je 4. listopada 1944., a umro je prirodnom smrću vrlo brzo nakon toga, krajem 1944. u Zagrebu.